# Lordosi
La lordosi és la curvatura fisiològica de la columna a la regió cervical o lumbar. La columna vertebral humana presenta quatre curvatures fisiològiques (o "normals"): dues curvatures cap a fora, en la columna dorsal (a nivell de les costelles) i a la columna sacra, denominades cifosi i dues curvatures lordòtiques (cap a dintre de la columna): la lordosi lumbar i la cervical. Les corbes escoliòtiques (curvatura cap als costats) sempre es consideren patològiques ("anormals").

## Lordosi en mamífers amb finalitats reproductives
La lordosi, segons la doctora Helen Fisher, és també «l'hàbit de la femella d'ajupir-se, arquejar l'esquena i aixecar les natges cap al seu pretendent per expressar la seva disponibilitat sexual».
La lordosi està relacionada amb els nivells de norepinefrina i dopamina, que augmenten en determinades disposicions sexuals, estimulant l'alliberament d'estrògens en les femelles i la disposició al aparellament en general. Est és un tret comú en tots els mamífers.

## Hiperlordosi lumbar

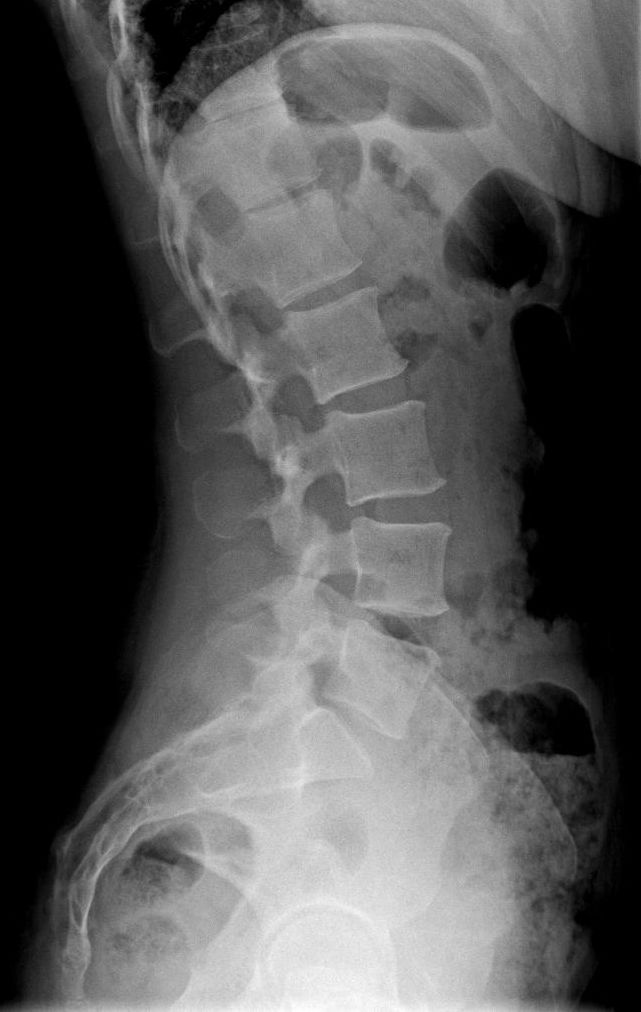
Radiografia d'una hiperlordosi lumbar

La hiperlordosi (augment de la curvatura) pot estar causada per una rotació anterior de la pelvis (la part superior del sacre que pren una inclinació anteroinferior) pels malucs, que causa un augment anòmal de la curvatura lumbar. La columna vertebral s'encorba cap endavant, fa més prominent els glutis i ocasiona dolor d'esquena.
Per extensió, aquesta deformació anòmala sol acompanyar-se d'una feblesa de la musculatura del tronc, en particular de la musculatura anterolateral de l'abdomen. Per compensar les alteracions de la línia gravitacional normal, les dones experimenten una hiperlordosi passatgera durant la fase final de l'embaràs. Aquesta hiperlordosi pot ocasionar lumbago, però la molèstia desapareix d'ordinari poc després del part.
L'obesitat també és causa de lordosi i lumbàlgia en tots dos sexes, pel major pes del contingut abdominal, situat davant de la línia gravitatòria penil. El fet de perdre pes corregeix aquest problema.